# پیتر آبائی
پیتر آبائی (مجاری: Abay Péter؛ زادهٔ ۱۳ مهٔ ۱۹۶۲) ورزشکار شمشیربازی اهل مجارستان است.
وی در مسابقات کشوری و بین‌المللی در مجموع برندهٔ ۱ مدال نقره شده‌است.